# Menifee
Menifee is een plaats (town) in de Amerikaanse staat Arkansas, en valt bestuurlijk gezien onder Conway County.

## Demografie
Bij de volkstelling in 2000 werd het aantal inwoners vastgesteld op 311.
In 2006 is het aantal inwoners door het United States Census Bureau geschat op 319, een stijging van 8 (2,6%).

## Geografie
Volgens het United States Census Bureau beslaat de plaats een oppervlakte van
5,7 km², geheel bestaande uit land. Menifee ligt op ongeveer 98 m boven zeeniveau.

## Plaatsen in de nabije omgeving
De onderstaande figuur toont nabijgelegen plaatsen in een straal van 24 km rond Menifee.